# Takahiro Iida
Takahiro Iida (født 31. august 1994) er en japansk fodboldspiller, som spiller for den japanske fodboldklub Shimizu S-Pulse.